# Salix alatavica
Salix alatavica är en videväxtart som beskrevs av Grigorij Silych Karelin, Amp; Kir. och Stschegl.. Salix alatavica ingår i släktet viden, och familjen videväxter. Inga underarter finns listade i Catalogue of Life.